# Сабља (мачевање)
Сабља (енгл. sabre fencing) је једна од три дисциплине у спортском мачевању. Оружје сабље служи за забадање и сечење, оштрицом и задњом страном сечива (за разлику од другог модерног мачевалачког оружја, мача и флорета, где се методе поготка погађају само врхом сечива).

## Сабљасто оружје
| Назив         |                 | Опис                                         | FIE регулисано |
| ------------- | --------------- | -------------------------------------------- | -------------- |
| Заштитник     | 17 × 14 × 15 cm | Максимални пресек; штити мачеваочеву руку    | Да             |
| Сечиво        | 88 cm           | Сечиво причвршћено за дршку, челик           | Да             |
| Укупна дужина | 105 cm          | Укупна максимална димензија сабље            | Да             |
| Укупна тежина | 500 g           | Укупна максимална тежина спремна за употребу | Да             |

„Оштрица, која мора бити челична, је приближно правоугаоног пресека. Максимална дужина сечива је 88 cm. Минимална ширина сечива, која мора да буде код дугмета, је 4 cm, његова дебљина такође непосредно испод дугмента, мора бити најмање 1,2 mm.”‍:m.23.1
Профил попречног пресека сечива је обично основа у облику слова „V” која прелази у равни правоугаони крај код већине варијанти сечива, али то зависи од начина на који је произведена. Ово омогућава да сечиво буде флексибилно према крају. Према прописима, произвођачи морају да потврде да сечиво мора бити фиксирано хоризонтално на тачки 70 cm од врха сечива.
Стандардизована сечива за одрасле (величина 5) су 88 cm у дужину (без осталих компоненти). На крају сечива, врх је пресавијен преко себе да би се формирало „дугме” које, када се гледа са краја, мора имати квадратни или правоугаони пресек од 4–6 mm, ни већи ни мањи. Дугме не сме бити удаљено више од 3 mm од краја сечива од 88 cm.‍:m.23.5 (a)

### Електрична сабља
Ране електричне сабље биле су опремљене сензорском утичницом. Сензор је био мали механички акцелерометар који је имао за циљ да направи разлику између доброг реза и пуког додира оштрице на мету. У новембру 2019. FIE је објавио своју намеру да поново уведе сензор на сабљу користећи модерну технологију акцелерометра.

## У спортском мачевању
У спортском мачевању, такмичари се боре мачем, сабљом или флоретом.

### Димензије
По међународним прописима, одређене су димензије све три врсте оружја. Дужина мача је 110 цм (сечива − 90 цм), тежина до 770 г, дужина сабље до 105 цм (најмања тежина 500 g), а флорета 110 цм (сечиво 90 cm, а тежина до 500 г).

### Циљеви
Мачем се напада цело тело, сабљом само до кукова, а флоретом − прса, трбух и леђа. Врхови оружја морају бити затупљени или покривени куглицом, а борци се штите маском, прсником и рукавицама.

## Бодовање

### Централни судијски апарат
Уређај за бодовање или кутија помажу у коначној пресуди судије. Као и код свих електричних апарата који се користе у модерном мачевању, судија мора узети у обзир могућност механичког квара.‍:t.80, t.99 Већина удараца сабљом се региструје светлосним сигналима постављеним на врх сабљастог апарата (црвена и зелена карактеристична за сваког мачеваоца, са светлом које указује на мачеваоца који је регистровао погодак) и праћени звучним сигналом (сигналима)‍:m.51.3 који се састоје од кратког звона или непрекидне ноте ограничене на две секунде.
У неким околностима, бели сигнал се приказује када мачевалац погоди ван мете.

#### Период закључавања
Период закључавања је минимално време између регистрованих додира у односу на циљну област. Овај период се подешава у електрични апарат да би се олакшало процењивање.
Недавна прилагођавања прописа за „време рада апарата за бодовање” након Олимпијских игара 2016. модификовали су време регистрације са 120 ms (± 10 ms) на 170 ms (± 10 ms). Апарати за бодовање са новом модификацијом означени су магента идентификационом етикетом величине 2 × 4 cm са црним текстом „FIE 2016”.
- Ако дође до оба поготка и временска разлика је већа од периода блокаде, судијски апарат приказује један сигнал. Судија ће вероватно доделити поен првом поготку.
- Ако се оба поготка десе у периоду блокаде, оба сигнала се приказују; у таквој ситуацији коначна одлука о резултату је одређена 'правом пролаза'.

### Првенство пролаза
Када су оба сигнала активирана, на судији је да одлучи који мачевалац добити поен. Одлука је заснована на концепту предности пролаза који даје бод мачеваоцу који је имао предност, односно нападачу. Као и код флорета, другог оружја с правом пролаза, приоритет се добија на много начина, који се могу поделити на активне, пасивне и одбрамбене категорије:
- Активно:
  - Нападање противника. (У мачевању реч „напад” се дефинише као: почетна офанзивна акција изведена испружањем руке и непрекидним претњама противниковој мети, која претходи лансирању искора или корака. Флеш је недозвољен у сабљи као „кросовер”. У борби сабљом претња се може успоставити врхом или оштрицом, а крај напада се поклапа са моментом када предња нога додирне траку.) Ударање сечивом након што је предња нога слетела представља одустајање од напада, и тако да би противников напад који је изведен у исто време заузео предност у овом случају.
  - Извођење напада којем претходи ударац по противничком оружју.
- Пасивно:
  - Постављање тачке у линији пре него што противник започне напад. Погодак мора бити завршен поеном, а врх мора бити прислоњен на противничка прса (а не убод који удари и потом клизи). Уклањање противничких покушаја да победи је дозвољено, али тачка мора да настави да угрожава мету, а деробирање када нема покушаја да победи такође губи предност.
  - Ако се напад изведе на противника који има поен у линији, нападач мора уклонити поен у линији (тј. ударцем, итд). Једноставно успостављање контакта са сечивом је недовољно и сечиво се заправо мора померити у страну.
  - Ако је покушај да се удари сечиво направљен и промашен (због дероба), противник задржава предност.
  - Тачка у линији може да изгуби приоритет без обзира да ли мачевалац напредује, мирује или се повлачи,[19] али се губи ако је рука савијена или се тачка помери од циљања противника.
- Одбрамбено:
  - Извођење одмах повратног напоада након неуспелог напада противника; неуспели напад може бити резултат парирања (тј. парирања-одговора), или зато што је пао испод мете (који се обично назива „побећи-иди”), или је на било који други начин промашен.